# محمد حمزة (ممثل)
محمد حمزة (1 أغسطس 1933 - 26 أغسطس 2020) ممثل سعودي ومنتج ومؤلف مسلسلات درامية، لقب بعميد الدراما السعودية.[بحاجة لمصدر] ولد ونشأ في المدينة المنورة في منطقة زقاق الطيار، ثم انتقل إلى مدينة جدة، وعُرف بمسلسلاته الهادفة.[بحاجة لمصدر] كان لاعبًا مُهاجمًا في ناديي الوحدة والأهلي. استهل عمله الإعلامي من خلال الإذاعة والتلفزيون السعودي في السبعينات، عمل مذيعًا، ثم مؤلف وكاتب مسلسلات، وفي الثمانينات لعب أدوارًا في دراما التيلفزيون، أولها في مسلسل (أصابع الزمن)، وفي نهاية الثمانينات اتجه للإنتاج التلفزيوني إلى جانب التمثيل والكتابة، بدءًا بمسلسل (ليلة هروب). اختتم مسيرته الفنية في 2013 عبر مسلسل (أهل البلد).

## مسيرته العملية
عمل كموظف في الطيران المدني ثم اتجه إلى تمثيل وكتابة المسلسلات، وبالذات الدرامية وأنتج منها أيضًا، واشتهر مسلسله أصابع الزمن وقام بإشراك أبنائه معه في معظم أعماله وهم (وائل ولؤي)، من أشهر أعماله سهرة وفاء الحب، عذاب الصمت والزفاف ومسلسل أصابع الزمن ومسلسل ليلة هروب.

## أعماله الفنية

### تمثيل
قام بالتمثيل في أعمال قليلة لكن كان يأخذ أدوار البطولة فيها ومن أعماله:
- مسلسل أهل البلد 2013 (مع منى شداد)
- مسلسل ليلة هروب 1989 (مع سمية الألفي وفايزة كمال)
- مسلسل أصابع الزمن 1982 (مع مديحة حمدي واحمد عبد الوارث ونسرين ووائل محمد حمزة ولؤي محمد حمزة)
- مسلسل قصر فوق الرمال 1992 (مع لطفي زيني، مديحة حمدي، وائل حمزة، سلوى خطاب ولؤي حمزة)
- مسلسل أين الطريق 1999 (مع نادين، سعيد بصيري، وائل محمد حمزة، لؤي محمد حمزة)
- مسلسل دموع الرجال 2001
- مسلسل الزير سالم (مع محمود يس ويوسف شعبان وفردوس عبد الحميد)
- جمال الدين الأفغاني 1984
- مسلسل بعثة الشهداء 1981
- سهرة الزفاف
- سهرة آخر رسالة حب

### تأليف
- مسلسل دموع الرجال (2000) (قصة وسيناريو وحوار)
- مسلسل أين الطريق (1999) (مؤلف)
- مسلسل قصر فوق الرمال (1992) (مؤلف)
- مسلسل ليلة هروب (1989) (مؤلف)
- مسلسل أصابع الزمن (1982) (مؤلف)
- سهرة تلفزيونية الزفاف (إعداد وحوار)

## التكريم والجوائز
- 2006 : تم تكريمة في مهرجان القاهرة للإذاعة والتلفزيون.[7]

## وفاته
توفي الفنان محمد حمزة في يوم الأربعاء 7 محرم 1442هـ الموافق 26 أغسطس 2020 عن عمر ناهز 87 عامًا.

## وصلات خارجية
- صفحة محمد حمزة على قاعدة بيانات الأفلام العربية.
- لقاء مع الفنان: جريدة الرياض.